# Fé bahá'í e a unidade da humanidade
Diversas pesquisas concentram-se na origem dos conflitos humanos, e a questão objetiva se resume a: é possível unir o mundo?
Os bahá'ís usam o termo "inevitável" quanto à unidade mundial, considerando essenciais que vários princípios de conduta individual sejam cumpridos conscientemente, de forma a instaurar a verdadeira paz mundial.
Com o rápido avanço científico após a revolução industrial, brotaram muitos estudos e teorias analisando o comportamento humano. Karl Marx, como exemplo, organizou idéias que trabalhavam com o dinâmico conflito entre as lutas de classe, tal como o desenvolvimento e a produção. Muitos outros focavam a semelhança dos conflitos humanos, com a dos animais por sobrevivência, comparando a seleção natural às leis econômicas e sociais vigentes.
Os ensinamentos bahá'ís consideram equivocado considerar natural os conflitos e disputas visando o benefício de um indivíduo. Bahá'u'lláh aconselha digirir nossos olhos para frente e para cima, e tomar como guia os Santos Profetas, e não os animais. A natureza animal, da qual o ser humano é composto é totalmente contrário ao desejo da conciliação global, e os homens devem escolher um ou outro, sendo impossível os dois ao mesmo tempo.
| “ | No mundo da natureza a nota predominante é a luta pela existência, cujo resultado é a sobrevivência do mais apto. A lei da sobrevivência do mais apto é origem de todas as dificuldades. É a causa de guerra e contenda, de ódio e animosidade entre os seres humanos. No mundo da natureza, há tirania, egoísmo, agressão, soberbia, usurpação dos direitos alheios,.. Por conseguinte, enquanto os requisitos do mundo natural exercerem o papel preeminente entre os filhos dos homens, o sucesso e a prosperidade serão impossíveis. | ” |

É dada também, nos ensinamentos da Fé Bahá'í, grande importância aos princípios complementares, que devem ser observados individualmente e coletivamente. Englobam as idéias (porém, não se limita a elas):
- Igualdade entre homens e mulheres
- Eliminação dos preconceitos e discriminação
- Língua auxliar
- Harmonia entre ciência e religião
- Livre e independente investigação da verdade
- Educação compulsória e universal
- Fim dos extremos de riqueza e pobreza